# Danh sách nhân vật trong Fruits Basket
Đây là danh sách các nhân vật trong manga Fruits Basket. Trong anime thì một số nhân vật dưới đây không xuất hiện.

## Tōru và gia đình, bạn bè của cô
Honda Tōru (本田 透 (Bản Điền Thấu))
- Tuổi: 17
- Cao: 1 mét 56
- Cân nặng: 46 kg
- Nhóm máu: O
- Cung: Kim Ngưu
- Biểu tượng trong anime & manga: Cơm nắm hình tam giác
- Nghề nghiệp: Học sinh trường Kaibara

Nhân vật chính của câu chuyện, là một cô gái hiền lành, tử tế, rất lạc quan và yêu đời, tuy đôi lúc hơi ngốc. Luôn yêu mến và quan tâm người khác, Tōru chưa bao giờ nổi giận với bất kì ai trong truyện. Mọi người ở bên cạnh cô đều cảm thấy dễ chịu và hạnh phúc. Cha mẹ Tōru mất sớm, cô kiên cường sống và đi làm để kiếm tiền trang trải học phí. Hồi đầu Tōru ở với ông nội, nhưng về sau được ông cho phép, cô bé chuyển về nhà của Sōma Shigure - một thành viên của gia tộc Sōma. Sở thích của cô là làm việc nhà, chăm sóc mọi người và nắm cơm. Sau khi biết về lời nguyền 12 con giáp và những nỗi đau do nó mang lại, Tōru bắt đầu nuôi ý định phá giải nó, bởi lời nguyền ảnh hưởng nặng nề đến bạn bè cô, những người thuộc dòng họ Sōma. Tuy nhiên, sâu thẳm trong tim Tōru muốn giải thoát cho Kyō nhiều nhất, vì cậu chính là người mà cô yêu nhất. Ở chương cuối, Tōru và Kyō đã bàn với nhau về dự định tương lai sau khi tốt nghiệp cấp 3 và họ quyết định ở bên nhau. Trong cảnh kết thúc của bộ truyện, Kyō và Tōru đã thành ông bà nội, sống vui vẻ cùng các con và cháu gái. Đó là một kết thúc đẹp như cổ tích, họ sống hạnh phúc bên nhau mãi mãi.
Honda Kyōko (本田 今日子 (Bản Điền Kim Nhật Tử))
Mẹ của Tōru, là một người rất vui vẻ, cởi mở, ân cần, có trách nhiệm nhưng đôi lúc lại trở nên rất khắt khe dữ dằn. Dù thời học sinh từng là nữ đầu gấu nổi tiếng nhưng khi làm mẹ, Kyōko lại hết mực yêu thương con, dành cho con những điều tốt đẹp nhất. Thoạt nhìn, trông Kyōko khá giống với Uotani nhưng lúc còn trẻ, có thể coi bà như một bản sao của con gái, chỉ khác mỗi màu tóc. Kyōko gia nhập băng nhóm bụi đời từ lúc chưa vào cấp 2, bà phải sống trong một gia đình lạnh lẽo nên lúc nào cũng cảm thấy cô đơn. Khi còn trẻ, Kyōko là thủ lĩnh của một băng nhóm chỉ toàn là nữ, được gọi là Bướm Đỏ Tự vẫn, cái tên được đặt theo đèn chiếu hậu của xe gắn máy được cho là giống như con bướm đỏ vào ban đêm. Khi gặp Katsuya năm 13 tuổi, bà đã dần đổi tính và chăm chỉ học hành hơn. Nhưng muốn rời khỏi giang hồ, Kyōko phải trả giá đắt: Bị đồng bọn đánh nhừ tử, đồng thời bị cả cha mẹ ruột từ mặt, lỡ mất kì thi tốt nghiệp cấp ba. Chính lúc ấy, Katsuya đã đến xin cưới bà. Khi con gái đầu lòng được sinh ra, Katsuya đặt tên nó là Tōru, một cái tên giống con trai. Ông giải thích đó có nghĩa là vị ngon ẩn giấu, cái tên này giống như việc nêm muối vào cái gì đó quá ngọt sẽ thành vị mới ngon tuyệt. Kì thực, "Tōru" trong tiếng Nhật nghĩa là thấu đáo.
Thế nhưng hạnh phúc không phải là mãi mãi. Năm Tōru 16 tuổi, Kyōko gặp tai nạn giao thông và qua đời. Trước khi chết, Kyōko đã cầu mong cho con vượt qua được nỗi đau, thực sự trưởng thành và nhờ Kyō bảo vệ cho Tōru thay mình suốt phần đời còn lại nhưng cậu đã chạy đi vì quá sợ hãi, không kịp nghe hết lời trăn trối yếu ớt của bà. Sau khi chết, linh hồn Kyōko trở lại là cô nữ sinh cấp hai (thời điểm bà gặp chồng lần đầu) và bà thấy mình đang nằm trên bãi biển. Từ xa, Katsuya bước đến nắm lấy tay bà, Kyōko vui sướng bật khóc.
Honda Katsuya (本田 勝也 (Bản Điền Thắng Dã))
Bố của Tōru, qua đời khi cô còn rất nhỏ nên ký ức về ông trong trí nhớ Tōru hầu như không có. Katsuya gặp Kyōko lần đầu năm 21 tuổi. Ngày đó Katsuya chỉ là một giáo viên thực tập ở trường cấp 2. Trong một lần nghe những lời tâm sự chân thành đầy nước mắt của Kyōko, Katsuya nhanh chóng nhận ra cô nữ sinh "nổi loạn" này cần được bảo vệ hơn là xa lánh. Chính ông đã giúp bà gạt qua một bên cách sống lưu manh, kèm cặp bà trong chuyện học tập. Dù khi kết hôn, Kyōko mới tốt nghiệp cấp 2 và hai người cách nhau đến 8 tuổi, nhưng cuối cùng họ sống rất hạnh phúc. Katsuya tự nhận mình là một kẻ bất trị và một khi đã yêu thì tuổi tác không thành vấn đề. Ba năm sau khi Tōru ra đời, Katsuya chết bởi bệnh viêm phổi trong khi đang đi công tác. Hồi ông mới qua đời, Kyōko đã sốc nặng tới nỗi không màng chăm sóc con gái và suýt nữa tự tử. Vì không được mẹ quan tâm trong khoảng thời gian đó, Tōru từng xem bố mình là kẻ xấu, cô bé nghĩ ông sẽ cướp mất mẹ khỏi cô. Tōru từng rất tủi thân vì lúc soi gương, cô bé "không có nét nào giống bố" nên đã cố gắng bắt chước cách nói chuyện lịch sự, điềm đạm của bố dựa theo những ký ức ít ỏi mà cô nhớ được. Tōru luôn hi vọng Kyōko sẽ vui hơn vì con gái giống Katsuya.
Hanajima Saki (花島 咲 (Hoa Đảo Tiếu))
- Tuổi: 17
- Chiều cao: 1m64
- Cân nặng: 52 kg
- Nhóm máu: AB
- Cung: Ma Kết
- Biểu tượng trong anime & manga: Bông hoa màu đen
- Nghề nghiệp: Học sinh trường Kaibara

Bạn thân của Tōru, thường được gọi là Hana-chan. Cô thích mặc y phục màu đen (nhất là những chiếc váy kiểu gothic), sơn móng tay đen và ăn dango. Cô chơi thân với Tōru từ lúc học cấp 2, tính tình sâu sắc, điềm đạm và nhạy cảm. Hanajima là người rất bí ẩn, có năng lực nhìn thấu suy nghĩ của người khác, ngoài ra Hana còn có nguồn điện tử mạnh mẽ trong người. Em trai của cô tên là Megumi, cậu bé tuy không có luồng điện giống chị nhưng lại có tài ếm lời nguyền vào bất kì ai - với điều kiện phải biết tên người đó. Hai chị em này đều yêu mến và luôn cố gắng bảo vệ Tōru.
Từ nhỏ, Hana rất khổ vì siêu năng lực của mình. Mặc dù gia đình cực kì thương cô nhưng khi đến trường, Hana luôn bị bắt nạt, bị cho là "phù thủy". Trong một lần, do quá tức giận, Hana trù ếm một người bạn "chết đi" khiến cậu ta bị ngất xỉu. Sau sự kiện đáng buồn này, Hana chỉ mặc trang phục đen. Hana gặp Tōru và Uotani lần đầu vào năm lớp bảy. Khi ấy cô là học sinh mới chuyển trường, khép kín với mọi người. Cô từng cảnh báo Tōru, Uotani là không nên lại gần mình vì cô chỉ gây hại cho người khác. Nhưng hai người vẫn kiên trì kết bạn với Hana, bất chấp mọi lời đồn xấu về cô.
Hana luôn lo lắng cho Tōru nên không quan tâm đến những người con trai khác. Tuy vậy, cô đã thốt lên từ "đẹp trai" khi nhìn thấy Sōma Kazuma, cha nuôi của Kyō, tại buổi hướng nghiệp dành cho học sinh cuối cấp ba. Sau đó, cô chủ động tiếp cận Kazuma sau buổi diễn kịch của lớp tại lễ hội trường, mặc cho Kyō kịch liệt phản đối. Tác giả ghi chú rằng sở dĩ Hana và Kazuma hợp nhau, là bởi họ đều sẽ trở thành những bậc cha mẹ rất tình cảm trong tương lai. Ở chương cuối, Hana được nhận vào làm quản gia cho võ đường của Kazuma và thật kì lạ là cô đã trở thành "bạn tốt" với Akito - chủ gia đình Sōma. Lúc đó, Hana đã biết Akito là con gái và gọi một cách thân mật là "A-chan", dù Akito không thích biệt danh này.
Uotani Arisa (魚谷 ありさ (Ngư cốc A Lý Sa))
- Tuổi: 17
- Chiều cao: 1m80
- Cân nặng: 52 kg
- Nhóm máu: O
- Cung: Bảo Bình
- Biểu tượng trong anime & manga: Con cá
- Nghề nghiệp: Học sinh trường Kaibara

Bạn thân của Tōru, thường được gọi là Uo-chan, riêng Kyō thì gọi cô là "Yankee" (từ được dùng để chỉ thành phần dân chơi, đầu gấu, học sinh bất hảo của Nhật Bản). Cô là người lai Mỹ, có tóc vàng và chiều cao đáng nể so với con gái Nhật. Uotani biết mẹ Tōru trước cả khi biết Tōru, Kyōko vốn là thần tượng số một của cô. Uotani thường xuyên ăn mặc ở trường kiểu "giang hồ": váy dài tới gót chân, đeo khẩu trang, áo không có khăn quàng còn tay áo thì xắn lên quá khuỷu. Cô nóng tính, ngang ngạnh, thích cãi nhau và hơi côn đồ nhưng tốt bụng với bạn bè. Đặc biệt Uotani rất hay gây lộn với Kyō. Tuổi thơ của cô là những tháng ngày vất vả, cha cô nghiện rượu nặng, mẹ thì rời bỏ cha cô để đi theo một người đàn ông khác khi Uotani còn rất nhỏ. Cô tham gia một băng đảng nữ (được gọi là băng "The Ladies") khi mới học tiểu học và cực kì tôn sùng Honda Kyōko. Sau khi Uotani gặp Honda Tōru ở trường cấp hai và gặp thần tượng Kyōko của mình, cô đã sốc khi thấy sự thay đổi của bà: Từ một thủ lĩnh xã hội đen sang một người mẹ tháo vát.
Mẹ con Kyōko đã cho Uotani biết thế nào là cảm giác ấm áp của một gia đình, Tōru khiến cô hiểu tình bạn là gì. Kyōko cũng là người giúp cô thoát khỏi băng The Ladies và con đường tội lỗi. Vì vậy, Uotani vô cùng đau khổ sau cái chết đột ngột của mẹ Tōru. Cô đóng vai trò như một người chị, chăm lo bảo bọc Tōru hết lòng những lúc gian nan. Sau khi mẹ của Tōru qua đời, Uotani đã tình nguyện làm "bố" còn Hanajima làm "mẹ", thay thế cho bố mẹ đã khuất của Tōru.

## Gia tộc Sōma

### Thành viên bị trúng lời nguyền
Sōma Kyō (草摩 夾 (Thảo Ma Giáp))
- Tuổi: 17
- Chiều cao: 1 mét 71,3
- Cân nặng: 56 kg
- Nhóm máu: A
- Cung: Ma Kết (Capicorn)
- Con giáp: Mèo (không thuộc 12 con giáp Nhật Bản)
- Nghề nghiệp: Học sinh trường Kaibara

Là đối thủ của Yuki, luôn khiêu chiến với Yuki nhưng lần nào cũng thua. Kyō có cá tính mạnh nhưng rất trẻ con, cộc cằn, háo thắng, ghét ăn hành tỏi. Nhưng có lúc Kyō suy nghĩ thật thấu đáo. Ban đầu cậu không  kết bạn với ai, mặt mày lúc nào cũng cau có. Từ khi Tōru xuất hiện, Kyō dần dần thay đổi, ngày một hòa nhập với cộng đồng và hay tuơi cười hơn. Cả hai trở thành bạn tốt, Tōru yêu mến Yuki và Kyō như nhau, tuy nhiên, cô sớm nhận ra Kyō là người có quá khứ bất hạnh, điều đó đã khiến cậu khép kín, không muốn mở lòng với ai.
Cầm tinh con mèo, vốn là con vật không có trong 12 con giáp (theo truyền thuyết mèo bị chuột đánh lừa và về đích cuối cùng trong cuộc thi chạy), Kyō luôn bị họ hàng xem thường. Chưa kể ngoài việc biến thành mèo khi bị ôm bởi người khác phái, cậu luôn phải đeo một chiếc vòng trên tay, nếu không sẽ biến thành một con quái vật mèo ghê tởm, đáng sợ (đây chính là lời nguyền dành cho mèo). Mẹ Kyō vì bị áp lực từ cha cậu và dòng họ, mà quyết định tự vẫn. Kyō luôn bị mọi người đổ oan vì đã gián tiếp gây ra cái chết của mẹ. Hiểu được những chuyện này, Tōru dành sự quan tâm đặc biệt cho Kyō, bất chấp hình hài "quái vật", khăng khăng muốn "cùng vui buồn, cùng ăn học, và sống bên cạnh Kyō". Kể từ đó Kyō yêu Tōru, và mãi đến chương 62, trong lúc bị Akito dùng đòn tâm lý để chất vấn, cậu mới nhận ra điều này.
Kyō luôn chôn chặt tình cảm của mình, từ chối lời thổ lộ của Tōru vì mặc cảm quá khứ, cũng như biết trước tương lai bị giam cầm. Kyō thú nhận đã từng gặp mẹ Tōru 2 lần: một lần khi còn bé, và một lần trước cái chết của bà. Cậu nhìn thấy xe hơi lao đến, nhưng không thể kéo bà ra khỏi vì làm vậy có thể khiến cậu biến thành mèo trước chỗ đông người. Mẹ Tōru đã nói "tôi sẽ không tha thứ cho cậu..." trước khi qua đời (thực ra, câu đầy đủ của bà là "tôi sẽ không tha thứ cho cậu nếu cậu không bảo vệ Tōru"). Tuy nhiên, Tōru không tin mẹ mình nói như vậy, và khẳng định nếu dù mẹ có nói, cô cũng không làm theo vì cô rất yêu Kyō. Cuối truyện, họ kết hôn và chung sống hạnh phúc bên con cháu.
Sōma Yuki (草摩 由希 (Thảo Ma Do Hy))
- Tuổi: 17
- Chiều cao: 1 mét 70,5
- Cân nặng: 54 kg
- Nhóm máu: A
- Cung: Xử Nữ (Virgo)
- Con giáp: Chuột
- Nghề nghiệp: Học sinh trường Kaibara

"Hoàng tử" Yuki có cả một câu lạc bộ hâm mộ ở trường, là kẻ thù của Kyō, đẹp trai, học giỏi và lịch sự, thậm chí đẹp đến mức trông như con gái. Cũng bởi về ngoài mỏng manh, Yuki thường thấy bất an và gặp vấn đề trong giao tiếp, không biết phải nói chuyện với người khác thế nào. Tuy nhiên, cậu luôn điềm tĩnh, tỉnh táo khi nói chuyện. Khi mới gặp Tōru, cậu hết sức lịch thiệp và họ nhanh chóng trở thành bạn bè tốt. Khuyết điểm duy nhất của Yuki là nấu ăn dở tệ, sở thích của cậu là làm vườn. Cậu hầu như ngày nào cũng xung đột với Kyō, nhưng trong tâm hai người ghen tỵ và ngưỡng mộ lẫn nhau.
Yuki là con thứ hai và là con út của cha mẹ cậu (anh trai cậu là Sōma Ayame). Từ nhỏ, Yuki thường xuyên bị bệnh, nên cha mẹ đã "bán" cậu cho gia tộc Sōma để lấy tiền trợ cấp. Yuki phải sống tách biệt với gia đình và các thành viên con giáp khác, bị Akito hành hạ tinh thần bằng cách nhồi vào đầu những ý nghĩ tiêu cực, bao gồm việc cậu là đứa trẻ "không ai cần". Vì vậy, cậu rất ghen tỵ và khao khát những điều Kyō có: Được bạn bè vây quanh, được sư phụ Sōma Kazuma yêu thương. Lúc mẹ của Kyō chết, Kyō đã đến cổng nhà Sōma và tình cờ gặp Yuki. Trong cơn tức giận, Kyō trừng mắt bảo rằng mọi người đều ghét chuột (ám chỉ Yuki), ai cũng mong con chuột không tồn tại trên đời. Việc đó khiến cậu bé Yuki vô cùng tuyệt vọng, cậu quyết định bỏ đi, cầm theo cái mũ lưỡi trai của Kyō mà cậu nhặt được. Trên đường chạy trốn, cậu đã giúp một cô bé bị lạc tìm về với mẹ, đồng thời tặng lại cô chiếc mũ. Cô bé ấy là Honda Tōru. Mặc dù Yuki đã chạy trốn không thành do căn bệnh hen suyễn bộc phát và được đưa về nhà Sōma chữa trị, nhưng cậu không bao giờ quên cô bé mình đã giúp đỡ. Ở chương cuối cùng (tức chương 136) của manga, Yuki đã bảo với Tōru rằng cô giống như 1 người mẹ tinh thần của cậu. Cô bé đã giúp cậu thoát khỏi sự yếu đuối và nâng đỡ cậu, đối xử với Yuki như một "con người" thực sự.
Sōma Shigure (草摩 紫呉 (Thảo Ma Tử Ngô))
- Tuổi: 27
- Chiều cao: 1 mét 78
- Cân nặng: 68,5 kg
- Nhóm máu: AB
- Cung: Thiên Yết
- Con giáp: Chó

Shigure Sōma, là con chó trong 12 con giáp và là chủ căn nhà mà Tōru, Yuki và Kyō ở tạm. Anh là một nhà văn chuyên viết những tiểu thuyết văn học dưới cái tên thật và những chuyện tình lãng mạn vớ vẩn dưới những bút danh khác nhau. Bút danh thành công nhất của Shigure là Noa Kiritani, mà anh dùng để viết tiểu thuyết tình yêu, Hanajima Saki - bạn thân của Tōru, rất thích đọc những cuốn sách này. Anh cởi mở, vui vẻ (nhiều lúc tỏ ra cực kì mê gái), hơi tinh quái và có chút bí ẩn. Đây là mẫu người 2 mặt, thâm trầm, rất khó hiểu. Trong anime cũng như manga, Shigure được mô tả là một con người lười biếng, có tư tưởng không trong sạch, và rất thích trêu chọc người khác - đặc biệt là người biên tập của anh, Mitsuru. Shigure là bạn thân của Hatori và Ayame, anh luôn yêu Akito thật lòng từ hồi nhỏ.
Sōma Kagura (草摩 楽羅 (Thảo Ma Lạc La))
- Tuổi: 18-19
- Chiều cao: 1 mét 60,5
- Cân nặng: 51 kg
- Nhóm máu: B
- Cung: Cự Giải
- Con giáp: Lợn
- Nghề nghiệp: Sinh viên trường Cao đẳng Phụ nữ

Dễ thương, xinh đẹp, rụt rè, yêu Kyō một cách mãnh liệt dù cô lớn hơn cậu tới 2 tuổi. Kagura là bạn từ nhỏ của Kyō, lớn lên cô luôn đeo bám cậu, cô từng khoe 2 người đã hứa hôn với ngau lúc ba tuổi (nhưng Kyō phản bác rằng lúc đó Kagura dọa nếu không hứa hôn thì "đập chết" nên đành hứa bừa). Hành động của Kagura hay chuyển từ sự trẻ con sang cuồng nhiệt và điên rồ, nhất là khi cô gặp Kyō. Sau khi được Sōma Isuzu (Rin) lý giải về tình yêu của mình, Kagura nhận rằng tình yêu của cô với Kyō chỉ dựa trên sự thương hại và tình nghĩa từ thời ấu thơ. Nhưng cô vẫn bám riết Kyō, vì cô luôn thấy mình được an ủi, so với lời nguyền bị hóa quái vật của Kyō, tình trạng của cô vẫn tốt hơn nhiều. Sau khi Kyō nói cậu không thể yêu cô, cô tuyên bố rằng từ bỏ ý định theo đuổi cậu, tuy nhiên cô vẫn êu và tiếp tục chăm sóc cho cậu. Khi Tōru thừa nhận với Rin là cô yêu Kyō, Kagura đã tát Tōru ngất xỉu, vì Kagura muốn Tōru thừa nhận điều đó trước mặt Kyō. Theo như lời tác giả, Kagura là mẫu chị gái lý tưởng, luôn sẵn sàng giúp đỡ người khác. Cô đang học tại một trường cao đẳng địa phương, sống chung với cha mẹ và Rin.
Kagura là người con gái duy nhất trong 12 con giáp không bị Akito đánh đập và tra tấn tinh thần.
Sōma Momiji (草摩  紅葉 (Thảo Ma Hồng Diệp))
- Chiều cao: 1 mét 55,8
- Tuổi: 16
- Cân nặng: 47,8 kg
- Nhóm máu: O
- Cung: Song Ngư
- Con giáp: Thỏ (Theo Con giáp của Việt Nam là Mèo)
- Nghề nghiệp: Học sinh trường Kaibara

Cậu đã 15, 16 tuổi nhưng từ hình dáng cho tới hành động thì ai cũng tưởng là học sinh tiểu học. Momiji thích mặc đồ con gái, quý mến Tōru và tốt bụng với mọi người, mang dòng máu lai Đức - Nhật vì có mẹ là người Đức. Dù cậu luôn tỏ ra vui vẻ, hồn nhiên nhưng bên trong Momiji lại là những suy nghĩ rất sâu sắc. Cậu bị mẹ ruột từ bỏ vì lời nguyền biến thành thỏ. Bà tình nguyện để Hatori xóa ký ức, vì muốn vĩnh viễn quên hẳn "sinh vật kì dị" mà mình sinh ra. Về sau, mẹ Momiji có thêm đứa con thứ hai là Momo, cô bé may mắn không bị vướng phải lời nguyền. Vì lẽ đó mà Momiji có một nỗi buồn thầm lặng đằng sau bộ mặt tươi vui. Tên của cậu nghĩa là "Lá đỏ" còn tên em gái Momo của cậu nghĩa là "màu hồng đào". Khi bước vào năm thứ hai phổ thông, Momiji bỗng cao lên và trở thành một thanh niên rất đẹp trai, cậu thầm yêu Tōru nhưng cuối cùng vẫn nhường cô cho Kyō, người mà cô yêu nhất.
Sōma Hatori (草摩 はとり (Thảo Ma Vũ Điểu))
- Tuổi: 27
- Cao: 1 mét 82
- Nặng: 69 kg
- Cung: Cự Giải
- Con giáp: Rồng
- Nghề nghiệp: Bác sĩ

Bác sĩ duy nhất của gia tộc Sōma, vốn là bạn từ nhỏ của Shigure và Ayame và là người duy nhất kiểm soát được 2 người bạn "bất thường" của mình. Anh biến thành cá ngựa (hình ảnh con rồng thu nhỏ) mỗi khi bị người khác phái ôm vào. Anh trở nên lạnh lùng kể từ khi chia tay người yêu mình là Sōma Kana. Vài năm trước khi câu chuyện chính bắt đầu, anh đã đính hôn với Kana, trợ lý trong văn phòng bác sĩ của anh. Mối tình đẹp hoàn hảo ấy phải chấm dứt khi Hatori hỏi xin Akito để cưới Kana. Akito đã nổi trận lôi đình và đánh Hatori (trong anime là Akito ném bình bông vào Hatori) làm anh bị hư con mắt bên trái. Sau việc đó, Kana dằn vặt mình và cảm thấy tội lỗi, Hatori buộc phải xóa ký ức của cô về mối quan hệ của hai người. Sau khi Kana đã có hạnh phúc riêng với người chồng mới, Shigure "mai mối" Hatori gặp Mayuko Shiraki, bạn thân của Kana và là người thầm thích anh từ lâu. Mayuko là cô giáo trường Kaibaru, chủ nhiệm lớp của Tōru. Trong chương cuối cùng, Hatori đã mời Mayuko đến Okinawa nghỉ mát.
Sōma Hatsuharu (草摩 潑春 (Thảo Ma Xuân Thiên))
- Tuổi: 16
- Chiều cao: 1 mét 70,2
- Cân nặng: 57,5
- Nhóm máu: O
- Cung: Cự Giải
- Con giáp: Bò
- Nghề nghiệp: Học sinh trường Kaibara

Em họ của Yuki và Kyō, nhỏ hơn hai người 1 tuổi, thường được gọi thân mật là Haru. Cậu cầm tinh con bò trắng thế nên màu tóc của cậu rất khác so với tóc của người thường, nó có màu trắng tinh. Nếu nhìn từ đằng sau mà không nhìn kỹ, ta sẽ có thể nhầm cậu với một ông cụ, điển hình là lúc Tōru gặp Haru lần đầu tiên bên bờ sông. Do ức chế vì lời nguyền, phần tóc gáy của Hatsuharu bị biến thành màu đen từ nhỏ. Chính vì thế, Hatsuharu có hai tính cách đối lập, một là Haru trắng, hai là Haru đen. Khi biến thành Haru đen, cậu ta cực kì dữ tợn và hiếu thắng; còn trong tâm trạng Haru trắng cậu lại hiền lành, tỏ vẻ thụ động và thờ ơ nhưng rất biết quan tâm đến mọi người.
Sōma Ayame (草摩 綾女 (Thảo Ma Lăng Nữ))
- Tuổi: 27
- Chiều cao: 175
- Cân nặng: 63 kg
- Nhóm máu: O
- Cung: Nhân Mã
- Con giáp: Rắn
- Nghề nghiệp: Bán quần áo thời trang

Anh trai ruột của Yuki, nhưng do nhiều khúc mắc từ nhỏ nên họ không thân thiết. Sau này Ayame luôn tìm cách bù đắp để Yuki chịu chấp nhận mình. Anh là chủ một cửa hiệu thời trang phụ nữ, chơi thân với Shigure và Hatori, tính tình vui vẻ, ham vui, ăn nói không có chút nghiêm túc, đôi lúc làm người khác khó chịu, tuy nhiên Ayame lại rất ngưỡng mộ Hatori. Tên của anh là một cái tên con gái, mang ý nghĩa "Hoa Iris" (Diên vỹ). Ở đoạn kết của "Fruits basket", khi lời nguyền 12 con giáp được hoá giải, Ayame đã ôm Mine, nữ trợ lý của mình và hôn cô, bảo rằng: "Anh sinh ra là để yêu em. Cuối cùng anh cũng có thể nói điều đó."
Sōma Kisa (草摩 杞紗 (Thảo Ma Kỷ Sa))
- Tuổi: 12-13
- Chiều cao: 145
- Cân nặng: 32 kg
- Nhóm máu: A
- Cung: Song Ngư
- Con giáp: Hổ
- Nghề nghiệp: Học sinh trường trung học

Thành viên nhỏ tuổi nhất của gia đình Sōma (12 tuổi khi xuất hiện lần đầu trong truyện), rất nhút nhát, ngượng ngùng vì hay bị bạn bè trong lớp chọc ghẹo. Hậu quả là Kisa bị bệnh trầm cảm. Vì thuộc tính con giáp của mình, Kisa rất hay cắn người khác, nhưng cô bé lại quý mến Tōru và thân thiết với Hiro. Cô có một mái tóc ngắn, vàng óng và để hai sợi tóc mai dài ở phía trước, đôi mắt nâu lấp lánh luôn mở to, dáng người nhỏ nhắn như một đứa trẻ.
Sōma Hiro (草摩 燈路 (Thảo Ma Đăng Lộ))
- Tuổi: 12-13
- Chiều cao: 1 mét 50
- Cân nặng: 38 kg
- Nhóm máu: AB
- Cung: Sư Tử
- Con giáp: Cừu
- Nghề nghiệp: Học sinh trường trung học

Một cậu bé tinh nghịch, kiêu ngạo, thích ra vẻ người lớn. Hồi trước cậu từng coi Tōru là tình địch bởi thấy Kisa lúc nào cũng nhắc đến Tōru. Cậu trạc tuổi Kisa và có tình cảm đặc biệt với cô bé. Tuy nhiên, vì tình cảm này đến tai Akito nên Kisa đã bị Akito đánh trọng thương. Từ đó, Hiro quá sợ hãi, đành tạm xa lánh cô bé và không thể bênh vực cô khỏi bọn bắt nạt ở trường. Sau này, nhờ Tōru động viên, cậu đã nối lại tình bạn với Kisa. Hiro may mắn hơn những con giáp khác bởi cậu bé được gia đình, đặc biệt là mẹ, yêu thương hết mực. Có lẽ vì có một bà mẹ quá dễ thương và... vụng về nên cậu tự nhủ phải trở nên mạnh mẽ hơn. Tuy nhiên, Hiro đã cố gắng hơi quá và trở nên một kẻ miệng lưỡi bén như dao. Sau này, mẹ Hiro sinh thêm một đứa con gái, đặt tên là Hinata. Bà nói cái tên của "Hiro" nghĩa là "con đường ánh sáng", còn "Hinata" nghĩa là "nơi tràn đầy ánh mặt trời".
Sōma Ritsu (草摩 利津 (Thảo Ma Lợi Tân))
- Tuổi: 19
- Chiều cao: 1 mét 74
- Cân nặng: 59 kg
- Nhóm máu: AB
- Cung: Ma Kết
- Con giáp: Khỉ
- Nghề nghiệp: Sinh viên đại học

Là một cậu con trai có vẻ ngoài vô cùng "đẹp gái", thích mặc kimono hơn trang phục bình thường. Ritsu có câu nói cửa miệng: "Tôi xin lỗi" thừa hưởng từ mẹ. Đây là một cậu con trai nhưng cứ thích giả làm con gái vì tính nhút nhát, tự ti, hiền lành. Sau này, Ritsu trở thành một cặp với Mitsuru, biên tập viên của Shigure. Hai người thường xuyên đồng cảm với nhau bởi họ luôn luôn bị Shigure trêu chọc.
Sōma Isuzu (草摩 依鈴 (Thảo Ma Y Linh))
- Tuổi: 17 - 18
- Nhóm máu: không rõ
- Cung: Không rõ
- Con giáp: Ngựa
- Nghề nghiệp: học sinh trung học

Thường được gọi thân mật là Rin, cô lớn hơn Hatsuharu 2 tuổi nhưng lại là người yêu của cậu. Isuzu rất kiêu hãnh, tính khí thất thường, lạnh lùng, ương bướng. Hatsuharu từng nhận xét rằng cô thường nói những lời quá thẳng thắn và rất khó nghe, lại không bao giờ tự bênh vực chính mình. Vì bị cha mẹ ngược đãi và bỏ rơi từ nhỏ, Isuzu đã chuyển đến nhà Kagura cho đến giờ. Cô là một trong vài người chịu nhiều bất hạnh nhất của hội 12 con giáp nên luôn tìm mọi cách hóa giải lời nguyền. Trên hết, cô ao ước mang lại cho Hatsuharu, người mà cô yêu, niềm hạnh phúc và tự do khi thoát khỏi lời nguyền. Ban đầu Isuzu đối xử lạnh nhạt với Tōru, tuy nhiên sau này cả hai đã thành bạn, Tōru cho cô cảm giác được ở bên một người mẹ. Isuzu có một vết sẹo to trên lưng sau một lần bị Akito đẩy từ lầu hai xuống đất. Khi mới xuất hiện, Isuzu có một mái tóc dài đen nhánh rất đẹp, nhưng sau một lần lấy trộm đồ của Akito bất thành, cô đã bị trừng phạt rất nặng. Akito đã đánh đập Isuzu, cắt tóc của cô và giam cô vào căn phòng dành cho quái vật mèo. Nhờ Sōma Kureno kịp thời cứu thoát, Isuzu được đưa đến bệnh viện và gặp lại Hatsuharu.
Sōma Kureno (草摩 紅野 (Thảo Ma Hồng Dã))
- Tuổi: 26
- Nhóm máu: không rõ
- Cung: Song Ngư
- Con giáp: Gà
- Nghề nghiệp: Hầu hạ Akito

Kureno thuộc típ người lặng lẽ, cam chịu, ít nổi bật. Anh lúc nào cũng theo hầu cạnh Akito với vẻ mặt lầm lì, không bao giờ cười, thực chất anh là một chàng trai vô cùng hiền lành, lương thiện. Lời nguyền con giáp của Kureno đã được hoá giải nhiều năm trước khi câu chuyện bắt đầu, sớm nhất trong 12 con giáp. Vì thương cho hoàn cảnh bất hạnh của Akito nên anh quyết định ở lại chăm sóc cô từ thời thơ ấu. Sự thân thiết, gần gũi giữa anh và Akito đã làm Shigure ghen tuông, tuy nhiên Shigure không hề ghét Kureno, anh hiểu rõ là Kureno không yêu Akito mà chỉ thương hại cô. Vướng bận trách nhiệm với Akito, Kureno quyết định sẽ quên đi Uotani, cô gái mà anh cảm mến ngay từ lần đầu gặp gỡ. Ở cuối câu chuyện, anh bị Akito đâm vào bụng bằng dao, rất may nhờ được cấp cứu kịp thời nên anh đã sống sót. Sau này, Akito được Tōru cảm hóa, đã quay trở lại xin lỗi Kureno và được anh tha thứ.
Ở đoạn kết, Kureno và Uotani chuyển đến một vùng quê hẻo lánh, bắt đầu một cuộc sống mới bên nhau.
Sōma Akito (草摩 慊人 (Thảo Ma Khiểm Nhân))
- Tuổi: 16-19 (?)
- Chiều cao: 1 mét 63.8
- Cân nặng: 43 kg
- Nhóm máu: AB
- Cung: Cự Giải (Cancer)

Chủ gia đình Sōma, cũng chính là trung tâm của lời nguyền, một người độc tài, bí hiểm, thường hay ốm yếu, bệnh tật. Akito giống Hatori, lạnh lùng và có chút gì đó bí hiểm. Nhưng cũng rất khác với Hatori vì ngoài sự lạnh lùng, Akito còn có gì đó rất độc ác. Điều đó thể hiện ở ngay trên đôi mắt sắc lẻm của cô. Và dù ăn nói nhỏ nhẹ đến đâu thì ai nhìn vào đôi mắt ấy, cũng chẳng thể tìm thấy chút gì tốt đẹp cả. Ít người biết rằng Akito là con gái vì bề ngoài cô hoàn toàn giống đàn ông, và cả chuyện cô có thể chết sớm vì lời nguyền. Akito yêu Shigure ngay từ lúc còn là một cô bé, anh cũng yêu cô bằng một tình yêu mãnh liệt, tuy vậy vì hiểu lầm và ghen tuông, họ suýt không thể đến được với nhau. Tính cách méo mó, bất ổn của Akito một phần do bị tác động bởi những hủ tục nhà Sōma, đặc biệt là sự tàn nhẫn của mẹ cô với con mình. Giới tính nữ của Akito chỉ có trong manga (truyện tranh), còn trong anime (hoạt hình), Akito là con trai chính gốc (bản 2001).

### Các thành viên khác
- Sōma Ren (草摩 楝 (Thảo Ma Luyện)?)

Mẹ của Akito. Akito có khuôn mặt và màu tóc y hệt mẹ mình. Tính cách của cô cũng độc đoán, ích kỉ như bà ta. Tuy nhiên, Ren thực sự là một kẻ có đầu óc không bình thường, bà luôn muốn trở thành người phụ nữ duy nhất trong trái tim chồng. Khi sinh ra con gái, Ren rất thất vọng và quyết định sẽ nuôi nó như một đứa con trai. Hồi Akito còn nhỏ, cô bé thường bị mẹ đối xử một cách lạnh nhạt, tàn nhẫn, cô trở nên không thích mẹ, thậm chí căm thù bà ta. Có lẽ vì thiếu thốn tình thương nên Akito mới dễ bị kích động, hay nổi cáu và cư xử độc ác với 12 con giáp.
- Sōma Akira (草摩 晶 (Thảo Ma Tinh)?)

Cha của Akito, mất từ khi cô còn nhỏ xíu. Theo hồi ức của Sōma Kureno, Akira rất đẹp trai, tuy nhiên, phải mang nỗi buồn chết sớm nên vẻ đẹp của ông gần như thoát tục. Akira khác hẳn Ren, ông dịu dàng, ấm áp và luôn mỉm cười với con mình. Akito hiển nhiên rất yêu quý cha, cô cũng tin tưởng rằng cha yêu mình nhất trên đời. Khi ông qua đời, Akito bị sốc nặng, nổi điên với mọi người. Lúc nào cô cũng mang nặng cảm giác bị bỏ rơi, vì vậy Akito yêu Shigure, một người mà đối với cô, cũng thật dịu hiền như cha cô vậy.
- Sōma Kazuma (草摩 籍真 (Thảo Ma Tịch Chân)?)

Sư phụ dạy võ của Kyō, Hatsuharu, Kagura và là cha nuôi của Kyō. Ông nội của Kazuma cũng bị lời nguyền con mèo nên ông rất hiểu và thương yêu Kyō. Ông hiền dịu, ôn hòa và khá đẹp trai. Cuối phim, Kazuma với Hanajima trở thành một cặp.
Các nhân vật ngoài lề
- Shiraki Mayuko (白木 繭子 (Bạch Mộc Kiển Tử)?)

Cô giáo chủ nhiệm lớp của Tōru, dạy môn văn. Mayuko là một giáo viên nghiêm nghị, cứng rắn, luôn quan tâm đến học trò. Cô thầm yêu Sōma Hatori từ ba năm trước nhưng không dám thổ lộ. Mayuko là bạn thân nhất của Kana - người yêu cũ của Hatori, vì thế cô luôn luôn mặc cảm khi lỡ yêu người của bạn mình. Hatori về sau cũng có cảm tình với cô, tác giả Takaya Natsuki ghi chú thêm rằng trước khi Kana bị Hatori xóa trí nhớ, anh và Mayuko đã là bạn tốt và khá hợp tính nhau. Vì muốn quên đi tình yêu dành cho Hatori, Mayuko từng nhận lời hẹn hò với Shigure, nhưng cuối cùng họ chia tay vì cô hiểu rằng nếu cố hẹn hò với người khác, kết cuộc mình chỉ càng cô đơn hơn. Ở chương cuối của manga, Mayuko đã cắt tóc ngắn và nhận lời đi nghỉ mát tại Okinawa với Hatori.
- Kuramae Mine (倉前 美音 (Thảng Tiền Mỹ Âm)?)

Phụ tá thời trang của Sōma Ayame. Cô cũng "man man" như anh. Sau khi lời nguyền được hóa giải, Ayame đã ôm chầm lấy Mine và chính thức nói yêu cô.
- Manabe Kakeru (真鍋 翔 (Chân Oa Tường)?)

Một cậu bạn thân thiết của Sōma Yuki mặc dù tính cách họ tương phản nhau. Kakeru cùng ở trong hội học sinh với Yuki. Cậu thoạt nhìn có vẻ vô trách nhiệm, ăn nói thiếu suy nghĩ nhưng kì thực Kakeru khá sâu sắc, tốt bụng. Bố của bạn gái Kakeru là người đã vô tình tông chết mẹ Tōru.
- Kuragi Machi (倉伎 真知 (Thảng Kỹ Chân Tri)?)

Em gái cùng cha khác mẹ của Kakeru, từ nhỏ đã chịu tuổi thơ đau buồn. Cô nhỏ hơn Yuki 1 tuổi. Sau này, Yuki và Machi đã yêu nhau, cô gái này là người duy nhất ngoài Tōru thấy được sự cô đơn, tự ti của Yuki và chấp nhận điều đó. Machi là thư ký hội học sinh trường.
- Tōdō Kimi (藤堂 公 (Đằng Đường Công)?)

Thành viên hội học sinh do Yuki làm hội trưởng, một cô gái xinh xắn, nhí nhảnh, nổi tiếng có nhiều bạn trai.
- Sakuragi Naohito (桜木  直人 (Anh Mộc Trực Nhân)?)

Thành viên hội học sinh, thích cạnh tranh chức hội trưởng với Yuki. Naohito rất nghiêm túc, cứng nhắc khác hẳn Kakeru lẫn Kimi - hai kẻ lúc nào cũng đùa cợt.